# جان فردریک بویس کومب
جان فردریک بویس کومب (انگلیسی: John Frederick Boyce Combe; ۱ اوت ۱۸۹۵ – ۱۲ ژوئیهٔ ۱۹۶۷) فرد نظامی اهل بریتانیا بود. وی همچنین برندهٔ جوایزی همچون نشان حمام شده‌است.